# Caprivianer

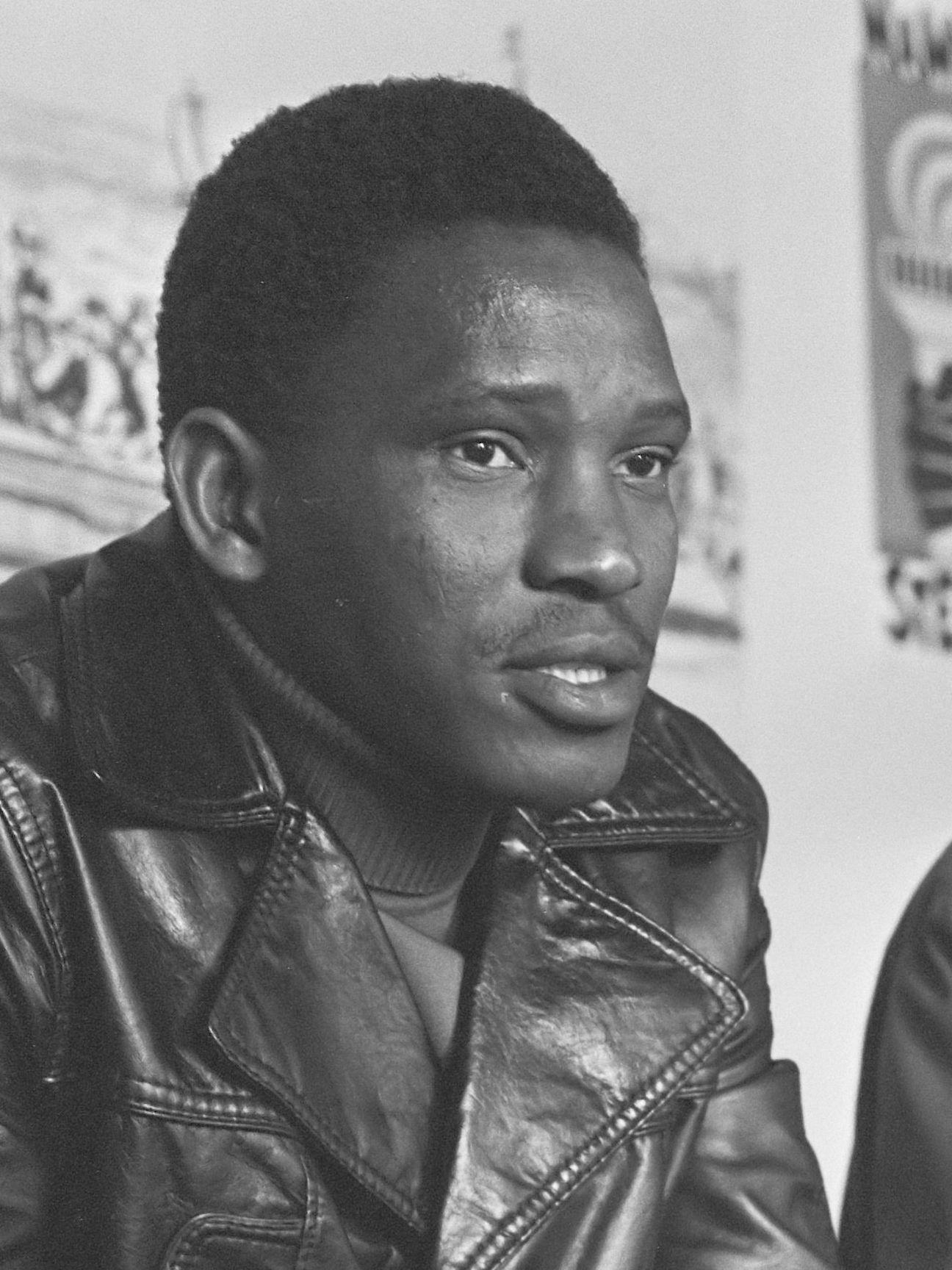
Mishake Muyongo (1976), Anführer der Caprivi Liberation Army

Caprivianer (englisch Caprivians), selten auch Itengese, ist eine Sammelbezeichnung für alle Volksgruppen, die im geographischen Caprivizipfel in Namibia leben. Ihr Lebensraum schließt die Region Sambesi (bis August 2013 Caprivi) und den äußersten Osten der Region Kavango (seit August 2013 Kavango-Ost) ein.
Bis zu 90.000 Menschen gehören laut Volkszählung 2011 zu den Caprivianern. Sie stellen keine einheitliche ethnische Volksgruppe dar. Trotz Umbenennung ihrer Region im Rahmen der 4. Abgrenzungskommission im August 2013 halten die Bewohner an der Bezeichnung „Caprivianer“ fest und haben aktiv gegen die Umbenennung protestiert. 2024 wurden von den Einwohnern der Region vor der Boundaries Delimitation and Demarcation Commission Rufe laut, die Region wieder in Caprivi umzubenennen.

## Clans
Zu den Caprivianern gehören mehrere Gruppen und Clans, die vor allem der Ethnie der Lozi angehören:
- Mafwe (auch MaFwe)[5]
- Mashi
- Masubia
- Mayeyi (auch Bayeyi oder BaYeyi)

Weitere Clans, die nicht in der Region Sambesi, sondern Kavango-Ost beheimatet sind und der Ethnie der Kavango angehören:
- Matotela (keine eigene Traditionelle Verwaltung)
- Mbukushu

John Lilemba zählt in seiner Dissertation zum Ph.D. an der Universität von Namibia aus dem Jahr 2009 zudem die in dem Gebiet lebenden San als Caprivianer.